# Tucker 48
Tucker 48 – samochód osobowy klasy luksusowej produkowany pod amerykańską marką Tucker w latach 1947–1948.

## Historia i opis modelu

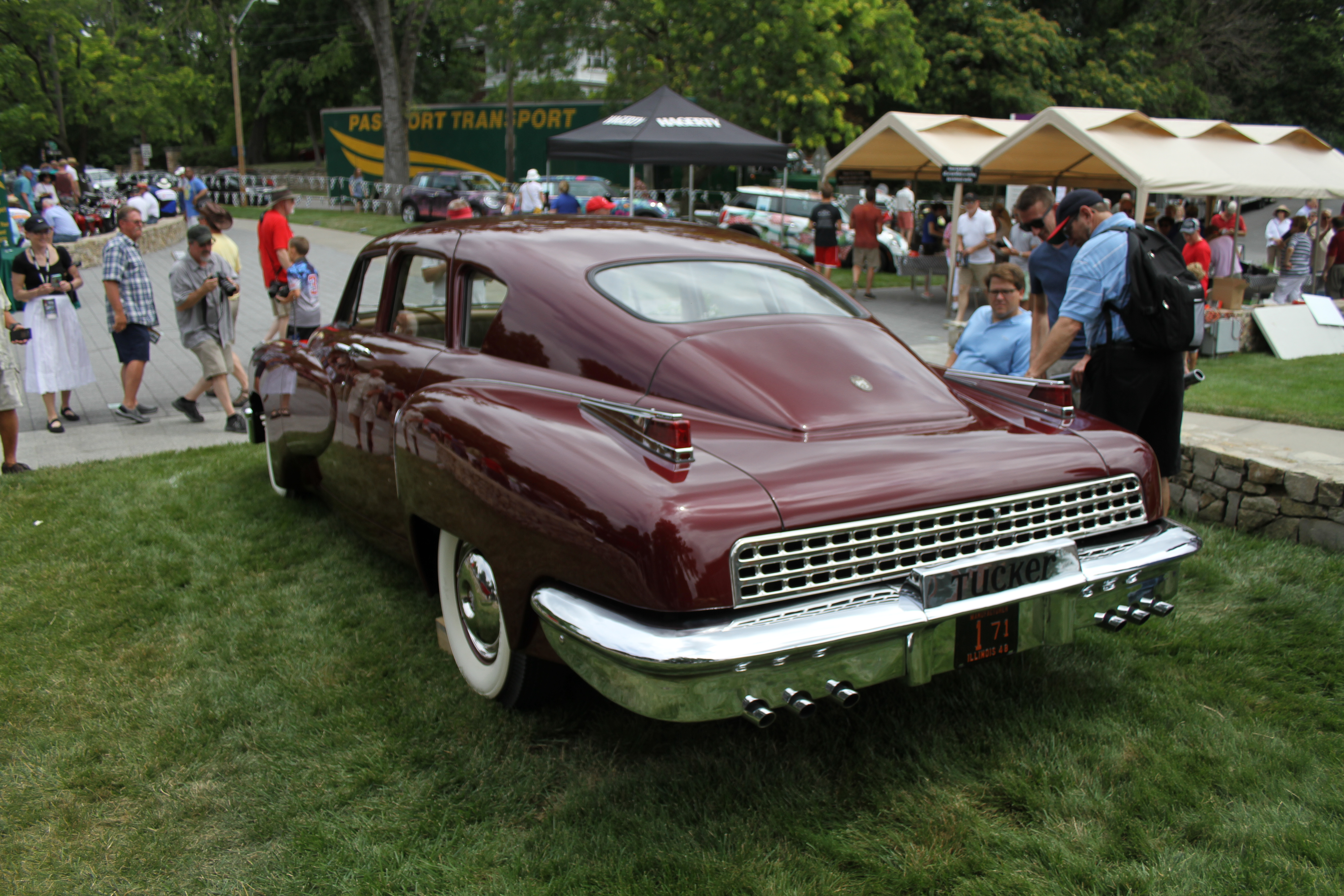
Tucker 48 – tył

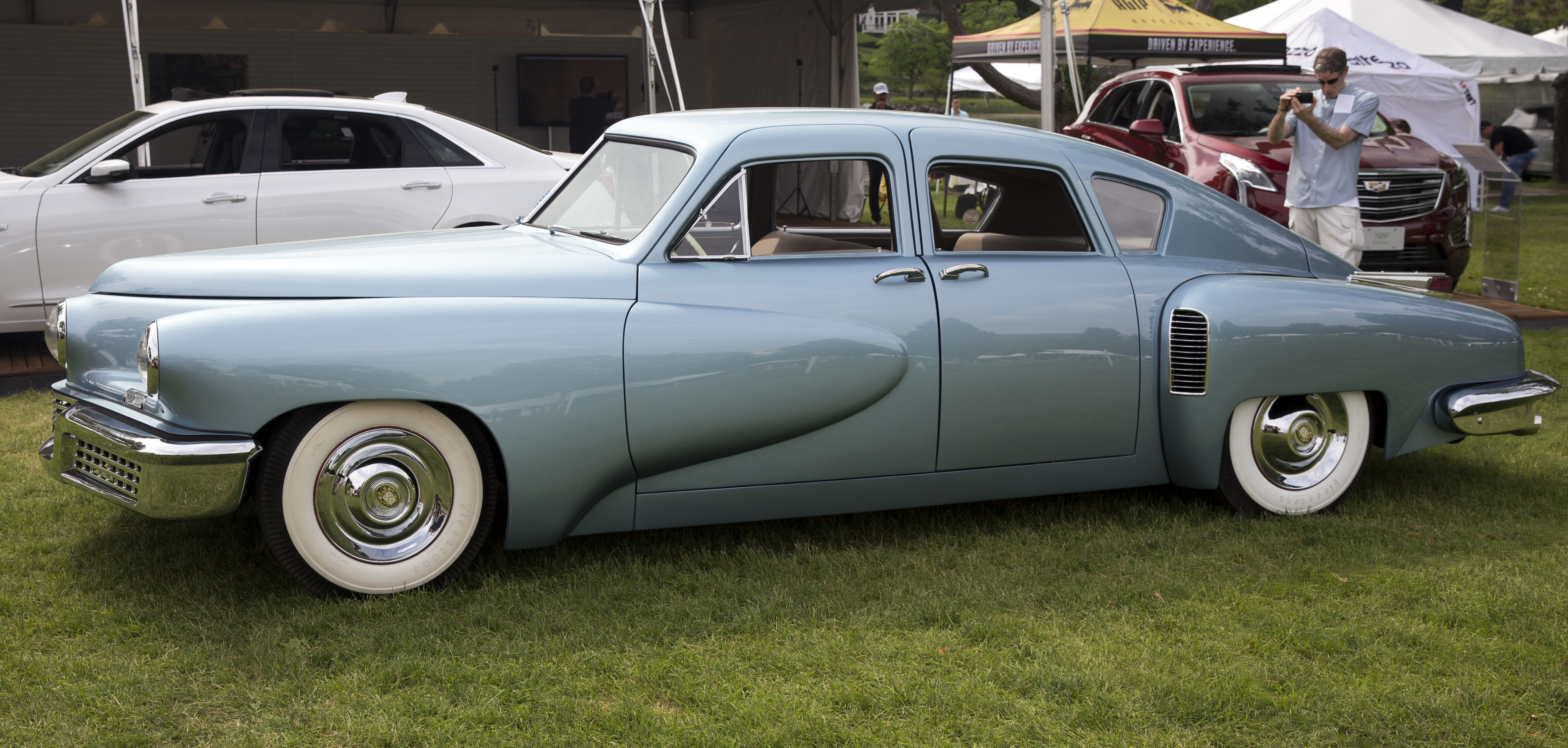
Tucker 48 – replika

### Rozwój
Po II wojnie światowej i kilkuletniej stagnacji na rynku samochodowym klienci oczekiwali nowości. Producenci z Wielkiej Trójki od kilku lat nie zaproponowali jednak żadnych nowych konstrukcji. Taka sytuacja stworzyła ogromne możliwości małym producentom i manufakturom, którzy w przeciwieństwie do dużych producentów mogli znacznie szybciej opracować i wdrożyć swoje pomysły. Studebaker jako pierwszy wprowadził na rynek zupełnie nowy powojenny model samochodu. Preston Tucker postanowił obrać inną ścieżkę rozwoju samochodów, projektując pojazd bezpieczny wyposażony w innowacyjne funkcje i nowoczesną stylistykę. W nowym samochodzie planowano wprowadzić chłodzony cieczą aluminiowy blok silnika. Miał to być płaski sześciocylindrowy boxer o pojemności 9,65 l, hamulce tarczowe, niezależne zawieszenia każdego koła, wtrysk paliwa, magnezowe koła, wysoką ergonomię wnętrza, a także pasy bezpieczeństwa, co w tamtym czasie było raczej niespotykanymi rozwiązaniami.
Jeszcze przed końcem wojny Preston Tucker rozpoczął prace nad nowym samochodem. Latem 1944 roku zatrudnił znanego projektanta Georgea S. Lawsona, który zajmował się pracami koncepcyjnymi. Lawson otrzymał miano „Głównego stylisty Tucker Corporation” w lutym 1946 roku, zaraz po utworzeniu Tucker Corporation.
W grudniu 1946 Lawson zrezygnował ze współpracy po licznych nieporozumieniach z Prestonem Tuckerem. Wkrótce potem do Tucker Corporation dołączył stylista Alex Tremulis z chicagowskiej projektowni Tammen & Denison, który rozwinął projekt Lawsona. Tucker udzielił Tremulisowi trzymiesięcznego kontraktu, który wygasł w marcu 1947 roku i nie został przedłużony. Dzieło wysiłków Tremulisa zostało zaprezentowane w broszurze reklamowej w wielu amerykańskich gazetach w 1947 r. Projekt Tremulisa opierał się bezpośrednio na pracy George’a Lawsona, jednak projektant włączył do wielu elementów swoje artystyczne koncepcje.
Alex Tremulis podobnie jak George Lawson, został ostatecznie mianowany „Głównym stylistą Tucker Corporation”, pierwsze wzmianki o tym, że zajmuje on tę funkcję, pojawiły się dopiero w 1948 po zakończeniu prac nad zewnętrznym wyglądem Tuckera 48.
Równolegle z zakończeniem współpracy z Tremulisem, Preston Tucker zatrudnił zespół pięciu projektantów: Read Viemeister, Budd Steinhilber, Tucker Madawick, Hal Bergstrom i Phillip Egan z nowojorskiego Gordon Lippincott, którzy zaktualizowali rysunki Tremulisa. Po miesięcznej nieobecności Tremulis został ponownie zatrudniony dzięki czemu dwa niezależne zespoły opracowały dwa pełnowymiarowe konkurencyjne wobec siebie modele z gliny. Wzór Tremulisa pozostał w niezmienionej formie w stosunku do propozycji z marca 1947, przez co nie został skierowany do dalszych prac.

### Cechy konstrukcyjne

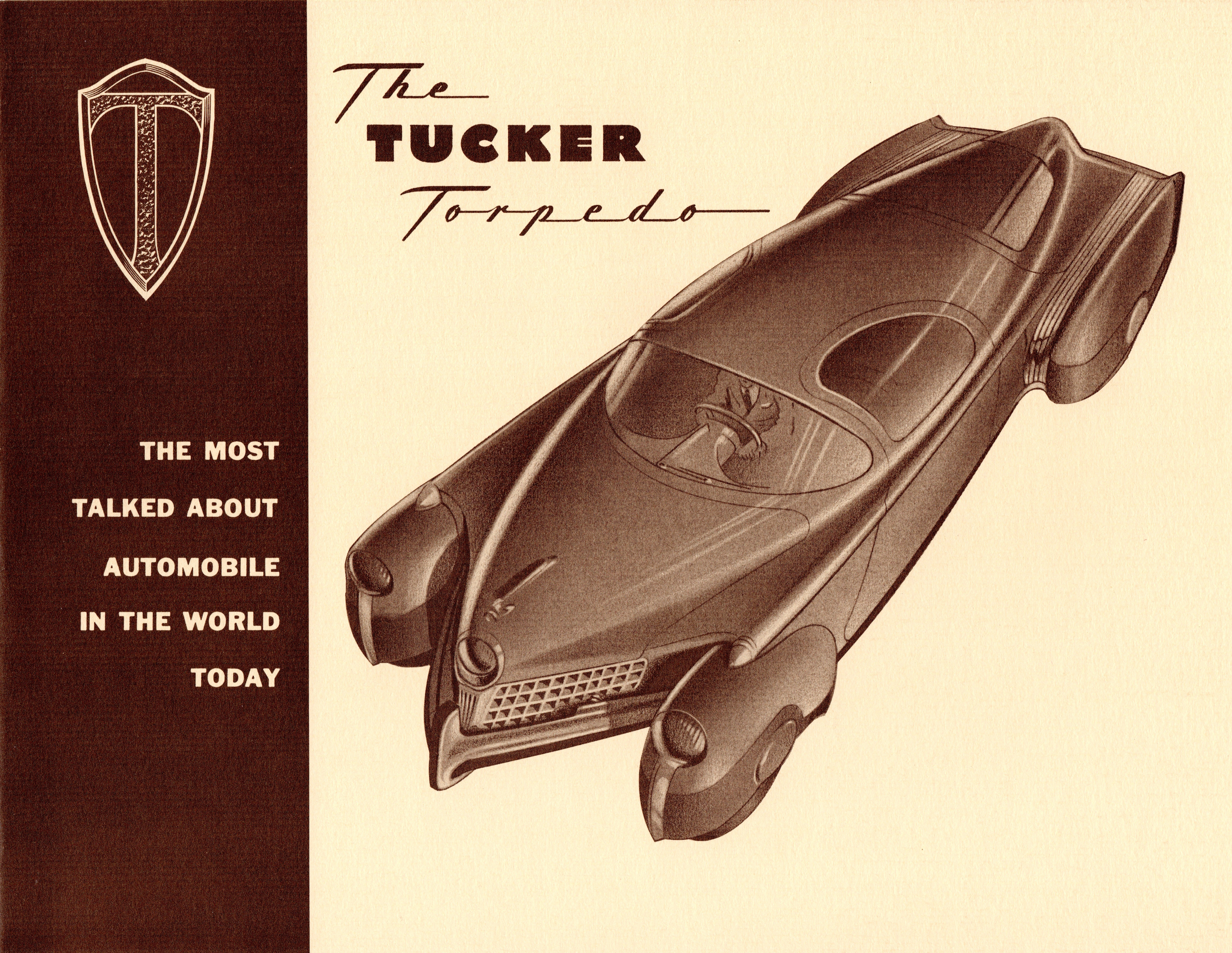
Broszura reklamowa z 1947 roku

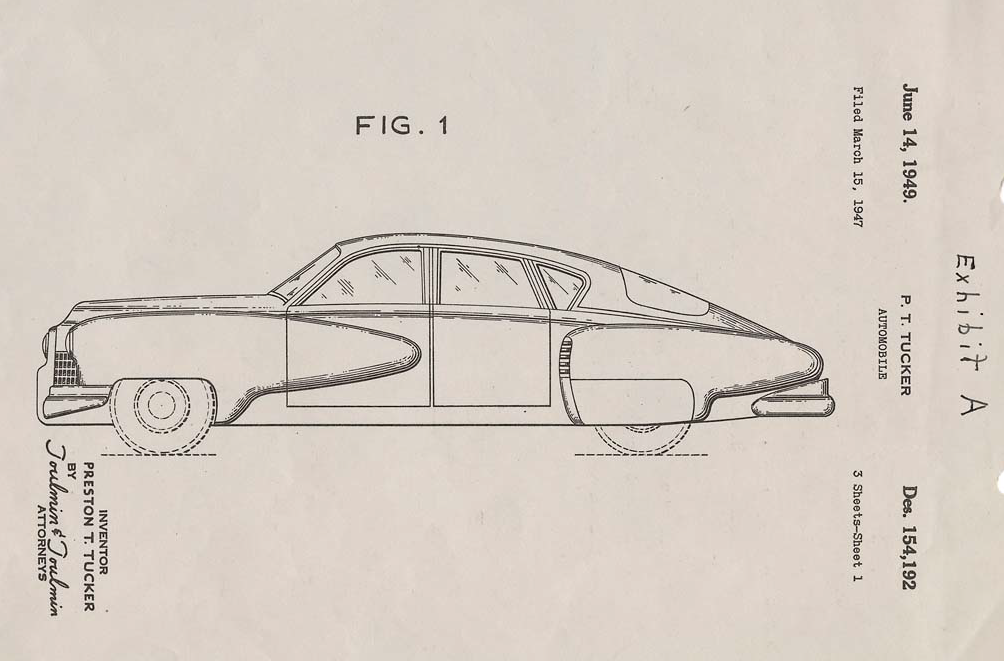
Ilustracja patentu na design samochodu

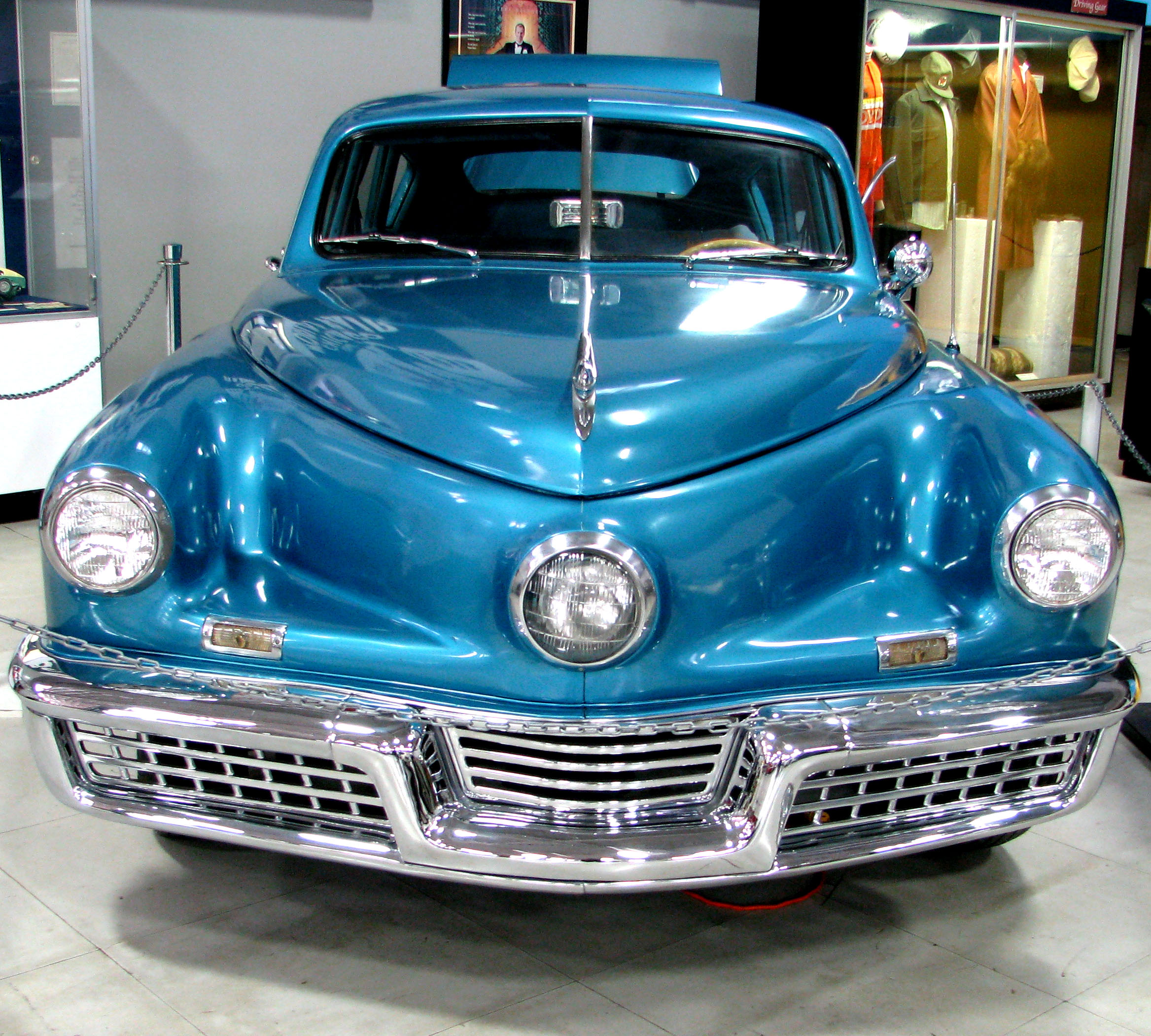
Tucker 48 – kontrowersyjna stylizacja pasa przedniego

Niektóre elementy i cechy samochodu były innowacyjne i wyprzedzały swoją epokę o 20 lat. Najbardziej charakterystycznym elementem Tuckera 48 jest kierunkowy trzeci reflektor umieszczony centralnie (znany również pod nazwą „oko cyklopa”). Automatycznie uaktywniał się przy kątach skrętu większych niż 10 stopni, co pozwalało na doświetlenie zakrętów. W tamtym czasie 17 stanów posiadało przepisy zabraniające większej liczby reflektorów niż dwa. Tucker wyposażył samochód w osłonę, która zakrywała dodatkowy reflektor, pozwalając na użytkowanie samochodu w tych stanach USA.
Pojazd miał silnik umieszczony z tyłu, napędzający tylną oś, wytrzymałą ramę nadwodzia w całości zintegrowaną z dachem, co wpływało na większą sztywność konstrukcji. Układ kierowniczy znajdował się za przednią osią co miało chronić kierowcę przed uderzeniami z przodu. Tablica wskaźników i wszystkie elementy sterujące znajdowały się w zasięgu ręki i oczu kierowcy, deska rozdzielcza była wyściełana materiałem dla większego bezpieczeństwa. Szyba czołowa była nietłukąca i zaprojektowana tak, aby w razie większej kolizji samoczynnie wypaść. Hamulec ręczny posiadał dodatkowy kluczyk zapobiegający kradzieży. Drzwi zachodziły na dach samochodu, aby ułatwiać wejście i wyjście z pojazdu. Każdy zbudowany egzemplarz różnił się nieco od poprzedniego, ponieważ każdy był zasadniczo prototypem, w którym wypróbowywano nowe cechy konstrukcyjne i koncepcje inżynieryjne, ulepszane lub odrzucane w całym cyklu produkcyjnym.
Wewnętrzna strona drzwi pochodziła z Lincolna Zephyr, Kolumna kierownicza użyta w Tuckerze została przekazana przez Forda i pochodziła z Lincolna z 1941 roku.
Schowek na rękawiczki został umieszczony w przednich drzwiach, zamiast tradycyjnie na desce rozdzielczej. Deska rozdzielcza stała się znacznie bezpieczniejsza dzięki brakowi wyżłobień i elementów które mogły ranić pasażera w razie kolizji.
Silnik i skrzynia biegów zamontowane zostały na oddzielnej ramie pomocniczej, która zabezpieczona była zaledwie sześcioma śrubami. W ten sposób cały układ napędowy w ciągu kilku minut można było wymontować z samochodu. Tucker zakładał, że silnik można było wymienić w czasie zaledwie 30 minut. Tucker przewidywał szereg innych pomysłów, które później zostały porzucone jak: hamulce tarczowe, wtrysk paliwa, opony bezdętkowe samouszczelniające, bezpośrednie przełożenie napędu. Ostatecznie w związku z wysokimi kosztami, problemami natury technicznej i brakiem czasu na dopracowanie nie zostały wprowadzone.
Tucker pragnął stworzyć innowacyjny silnik. Z pomocą Bena Persona, ówczesnego właściciela i prezesa Fuelcharger Corporation, a następnie głównego inżyniera Tuckera zaprojektowano silnik pod nazwą Tucker 589 (589 oznacza cale sześcienne, czyli 9,65 l). Był to płaski sześciocylindrowy silnik z półsferycznymi komorami spalania, wtryskiem paliwa i zaworami sterowanymi ciśnieniem, a nie wałkiem rozrządu. Rozdzielacz ciśnienia zamontowany w linii z aparatem zapłonowym dostarczał odpowiednio dobrane czasowo ciśnienie, aby otworzyć każdy zawór w odpowiednich odstępach czasu. Silnik posiadał duże tłoki zbudowane z aluminiowych i magnezowych odlewów ze stalowymi okładzinami cylindrów. Silnik został zaprojektowany do pracy na biegu jałowym z prędkością 100 obrotów na minutę i obrotami w czasie jazdy od 250 do 1200. Przełożenie napędu odbywało się poprzez przekładnie hydrokinetyczną.
Silnik osiągał 200 KM (150 kW) i 660 Nm momentu obrotowego. Podczas jazdy z prędkością 97 km/h obroty silnika wynosiły około 1000 obr./min. Te cechy wyróżniały konstrukcję na tle konkurencji. Powstało sześć prototypów, które zostały zainstalowane tylko na podwoziu testowym i pierwszym prototypie.

### Kłopotliwa premiera
Światową premierę bardzo oczekiwanego Tuckera 48 zaplanowano na 19 czerwca 1947 roku. Na prezentację przybyło ponad 3000 osób. W związku z problemami jakie pojawiły się w ostatniej chwili premiera była poważnie zagrożona. W noc poprzedzającą premierę pękły dwa wahacze pod ciężarem samochodu (prototyp był znacznie cięższy niż kolejne pojazdy). Wystąpiły usterki silnika, z którymi sobie szybko poradzono. Eksperymentalny silnik 589 był bardzo głośny. Tucker nakazał grać orkiestrze bardzo głośno, aby jak to tylko możliwe zagłuszyć hałas silnika. Dodatkowym problemem był rozrusznik, który wymagał zewnętrznego zasilania do uruchomienia silnika. Z tych powodów Tucker zatrzymał zespół mechaników, którzy mieli dbać o to, aby samochód w ogóle mógł się poruszać o własnych siłach. Kiedy premierowy egzemplarz był wprowadzany na platformę zagotował się płyn chłodzący.
Drew Pearson, jeden z czołowych publicystów tamtych czasów spostrzegł, że samochód nie potrafił jeździć do tyłu i nazwał całą sprawę oszustwem, co spowodowało nadwątlenie reputacji i spotkało się z dużą nieprzychylnością prasy.
Kolejną porażkę Tucker poniósł, gdy jego oferta na dostarczenie stali niezbędnej do produkcji zostały odrzucone przez War Assets Administration, decyzja miała charakter polityczny.

### Silnik

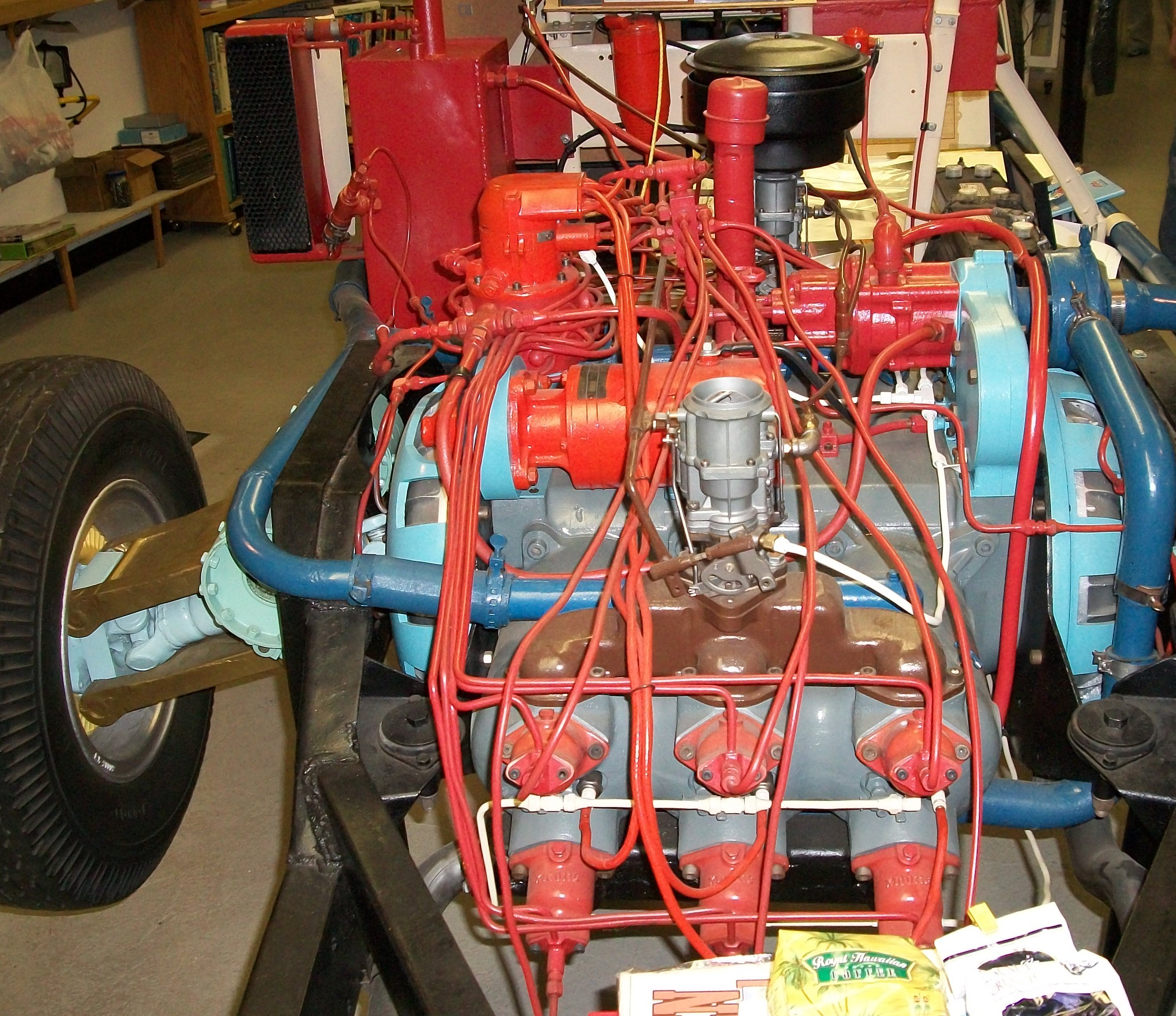
Prototypowa jednostka napędowa

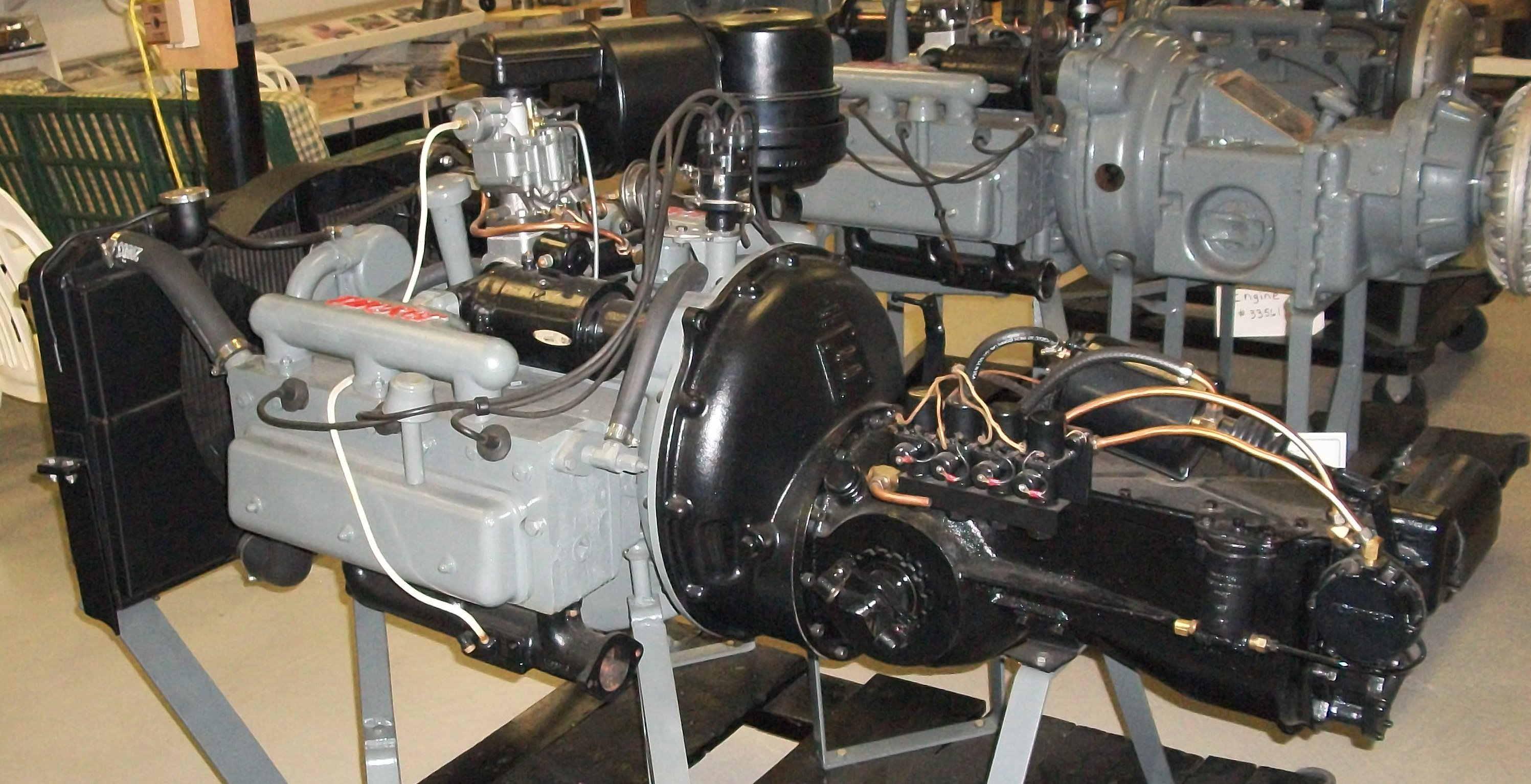
Franklin O-335 widoczny wraz ze skrzynią biegów Tucker Y-1

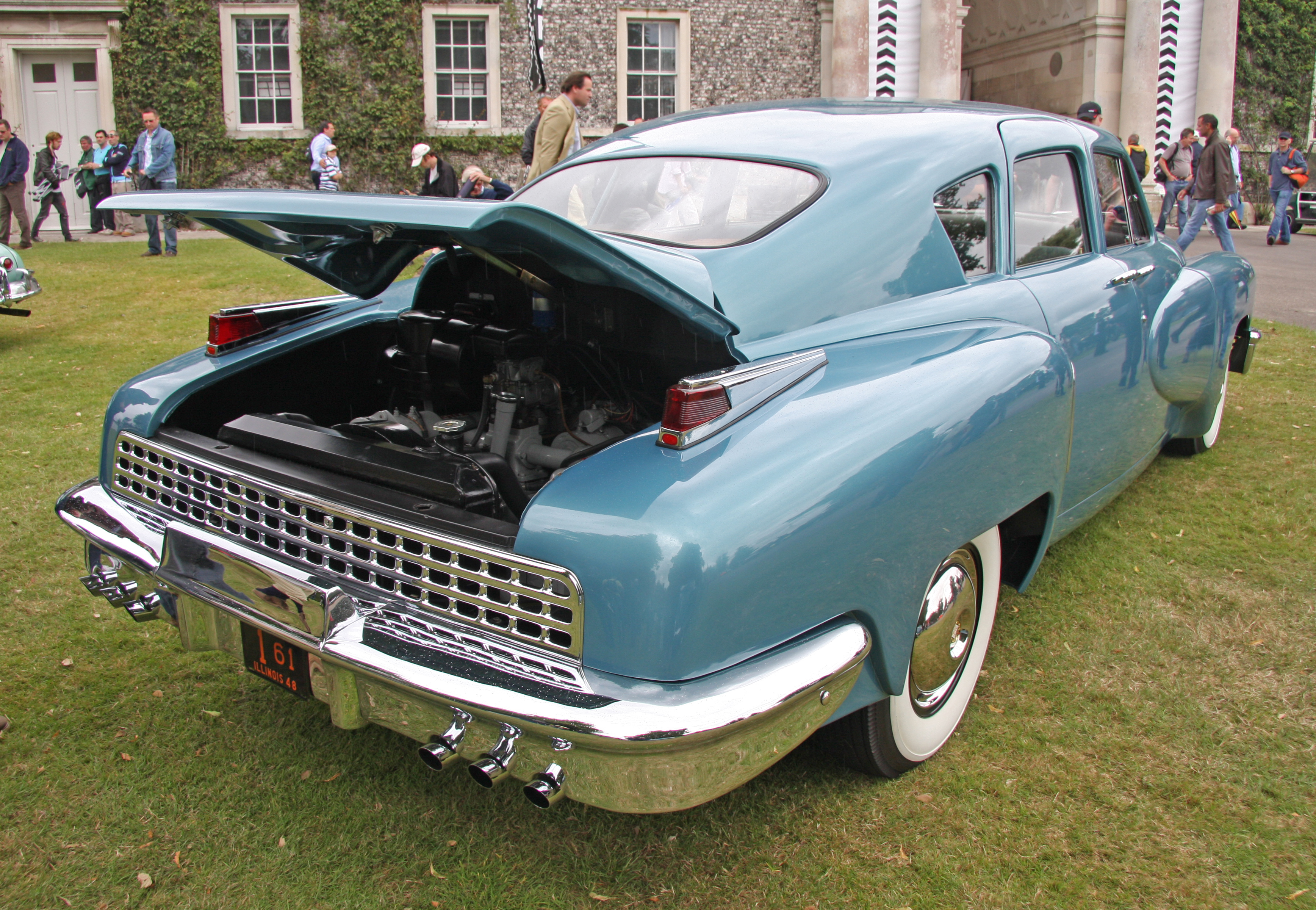
Tucker 48 – komora silnika

Początkowo obiecywano moc 150 KM, ale silnik nie działał zgodnie z założeniami. Układ zaworów okazał się problematyczny, a silnik osiągał jedynie 88 KM. Wysokie ciśnienie oleju wymagało 24V układu zasilania, a do rozruchu było potrzeba 60 V oraz bardzo długiego czasu do osiągnięcia stabilnej pracy. Po wielu problemach i roku bezowocnej pracy ostatecznie zaczęto poszukiwania alternatywny dla niesprawnego i niedopracowanego silnika. Początkowo próbowano wykorzystać silnik samolotowy Laycoming, ale nie było możliwości sensownego umieszczenia go w tylnej komorze silnika.
Znacznie mniejsze problemy sprawił chłodzony powietrzem rzędowy sześciocylindrowy silnik Franklin O-355 stworzony przez Air Cooled Motors, który oryginalnie był przeznaczony dla śmigłowca Bell 47. Zakupiono cztery egzemplarze za 5000 dolarów od sztuki. Inżynierowie Tuckera przerobili chłodzenie z powietrznego na ciecz. Jednostka napędowa została znacząco przebudowana przez zespół Tuckera, w tym Eddiego Offutta i syna Tuckera, Prestona Jr. Wykorzystanie silnika lotniczego wymagało znacznych modyfikacji, w ten sposób niewiele elementów oryginalnego silnika zostało zachowanych w ostatecznej wersji. Zmodyfikowana jednostka testowana była przez 150 godzin, co odpowiadało pokonaniu dystansu 29.000 km.
Tucker po pomyślnych testach wykupił Air Cooled Motors za kwotę 1,8 mln USD, aby zagwarantować sobie dostawy. Następnie anulował zamówienia na silniki do samolotów, aby wszystkie zasoby skupić na produkcji silników samochodowych. Była to ważna decyzja, ponieważ Air Colled Motors posiadał 65% powojennych umów na produkcję silników lotniczych w USA. Strata dochodów była znacząca.

### Zawieszenie i karoseria
Konstrukcja zawieszenia, zwłaszcza przedniego, musiała zostać zmieniona w trakcie prac rozwojowych. Zamiast stalowych sprężyn użyto elastomerowego niezależnego zawieszenia na cztery koła, podobnego do tego jakiego użyto w samochodach wyścigowych, które opracowano z Harrym Millerem dla samochodów biorących udział w wyścigach Indianapolis 500. Elastomery zostały opracowane przy udziale firmy Firestone, która wykorzystała specjalny proces wulkanizacji.
W samochodach zastosowano trzy wersje przedniego zawieszenia. Samochody o numerach 1001–1002 wykorzystywały gumową konstrukcję ze skrętną rurką, która ulegała silnemu przechyłowi podczas hamowania. W samochodach 1003–1025 przerzucono się na gumowe zawieszenie typu sandwich (z gumowym klockiem umieszczonym pomiędzy górnym i dolnym ramieniem typu A), jednak takie zawieszenie cechowało się bardzo dużą sztywnością. Ostatecznie od samochodu 1026 zdecydowano się na pierwotną wersję z poprawionym problemem hamowania.
Oryginalne kody kolorów nadwozia:
- 100: Black
- 200: Waltz Blue
- 300: Green
- 400: Beige
- 500: Grey (Silver)
- 600: Maroon

Oryginalne kolory wnętrza:
- 900: Green
- 920: Blue
- 940: Beige

### Finansowanie i promocja
Po zebraniu pierwszych 17 mln dolarów w jednej z pierwszych ofert publicznych, nadal potrzebne były środki pieniężne do kontynuacji rozwoju. Jednym ze sposobów pozyskania pieniędzy była sprzedaż akcesoriów takich jak pokrowce, radio czy siedzenia. Kupno akcesoriów zapewniało miejsce na liście oczekujących. Działanie to przyniosło dodatkowe 2 mln dolarów.
Po zakończeniu projektowania, Preston Tucker zabierał pojazdy przedprodukcyjne na drogę, aby prezentować je w miastach całego kraju. Samochody odniosły natychmiastowy sukces, a tłumy gromadziły się wszędzie, gdzie się zatrzymały.
Aby udowodnić jakość swoich samochodów, Tucker i jego zespół poprowadził kilka samochodów na torze Indianapolis Motor Speedway w testach wytrzymałościowych. Podczas jednego z testów samochód o numerze 1027 koziołkował przy prędkości 153 km/h, a kierowca (główny mechanik Eddie Offut) wyszedł z samochodu jedynie z kilkoma siniakami. Podczas koziołkowania zgodnie z przewidywaniami szyba czołowa samoczynnie wypadła. Następnie po wymianie uszkodzonej opony, samochód o własnych siłach opuścił tor.

### Śledztwo i upadek projektu

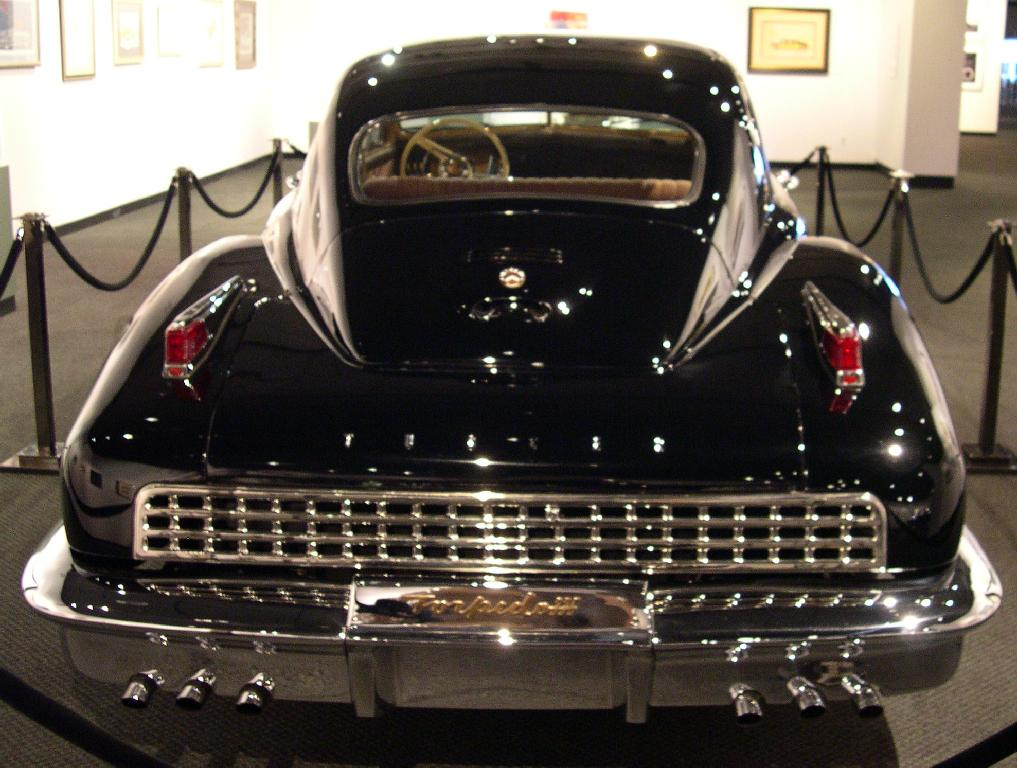
Tucker 48 wystawiony w muzeum w Los Angeles

Jeden z najbardziej innowacyjnych pomysłów Tucker Corporation sprowadził na firmę największe kłopoty. Był to program zakupu akcesoriów jeszcze zanim samochód został wyprodukowany. Po wojnie popyt na nowe samochody przewyższał podaż. Większość dealerów miała listy oczekujących, gdzie pierwszeństwo mieli powracający z wojny weterani. Program zakupu akcesoriów pozwalał na zagwarantowanie miejsca na liście nawet dla nieweteranów.
W komunikatach prasowych Tucker 48 mocno ewoluował w stosunku do wcześniejszych wizualizacji, co w połączeniu z sugestywnym hasłem „15 lat testów, aby stworzyć samochód roku”, braku działającego prototypu i wieloletniego oczekiwania po wpłaceniu środków przez klientów było jedną z przyczyn wszczęcia postępowania przez Komisję Papierów Wartościowych, która postawiła zarzuty oszustwa i wyłudzeń. Komisja nie udowodniła nigdy takich działań, a sam Tucker został uwolniony od zarzutów w styczniu 1950 roku. Mimo że nie udowodniono działania na szkodę kupujących negatywna reklama zniszczyła firmę i ostatecznie zatrzymała produkcję.

### Tucker 48 po latach
Do zakończenia produkcji 3 marca 1949 roku z fabryki wyjechało 51 egzemplarzy Tuckera 48, do czasów nowożytnych zachowało się 47 egzemplarzy. Tucker 48 określany był jako „tylnosilnikowy zwiastun rewolucji konstrukcyjnej”.
W październiku 2021 na amerykańskim portalu ogłoszeniowym eBay wystawiono na sprzedaż jedyny zbudowany w historii egzemplarz Tuckera 48 z nadwoziem 2-drzwiowego kabrioleta, którego wyceniono na 2,5 milona dolarów.

## Samochody Tucker 48
Pierwszym prototypowym wyprodukowanym egzemplarzem był sedan zwany „Tin Goose”. Zostało wyprodukowanych 58 ram podwozia i tyle samo gotowych elementów nadwozia. Z tych złożono 36 egzemplarzy przed zamknięciem fabryki. Po zamknięciu, ale jeszcze przed likwidacją fabryki zbudowano dodatkowo 14 egzemplarzy, co dało łączą liczbę 50 wyprodukowanych samochodów. 51. egzemplarz został częściowo ukończony. Kilka pozostałych ram i nadwozi zostało jeszcze w późniejszym czasie złożonych w kompletne pojazdy, w szczególności numer 1052 i 1057 (prototyp z 1949 roku ze zmianami projektowymi). Los pozostałych nie jest znany.
We wczesnych latach pięćdziesiątych XX wieku właściciel wesołego miasteczka z Florydy zakupił dziesięć Tuckerów, oryginalne podwozie testowe, liczne części, zdjęcia i dokumenty. Opracował program „Bajeczne Tuckery”, jeżdżąc po kraju woził samochody i pamiątki przez 10 lat, bardzo często stawiając się na targach i pokazach motoryzacyjnych.
Samochody bardzo rzadko pojawiają się na aukcjach i uznawane są za unikaty. W sierpniu 2010 roku Tucker numer 1045 sprzedano za 1,127 mln dolarów, podczas gdy Tucker 1043 Został sprzedany za kwotę 2,915 mln dolarów na aukcji w 2012 roku.

### Przed zamknięciem fabryki
| Numer           | Lokalizacja | Właściciel                               | Silnik                                                                                       | Skrzynia biegów                                                               | Kolor/Kod koloru                                               |
| --------------- | --- | ---------------------------------------- | -------------------------------------------------------------------------------------------- | ----------------------------------------------------------------------------- | -------------------------------------------------------------- |
| 0000 (prototyp) | Huntingdon, USA | Swigart Antique Auto Museum              | Tucker 589 cu in. Direct Drive (Original); Zmieniony na Franklin O-335 po pierwszym pokazie. | Direct drive torque converters; Zmieniony na Tucker Y-1 po pierwszym pokazie. | Maroon/600                                                     |
| 1001            | Hershey, USA AACA Museum | Franklin O-335                           | Franklin O-335                                                                               | Tucker Y-1                                                                    | M aroon/600                                                    |
| 1001            | Poprzedni właściciel David Cammack samochód był częścią „Tucker Collection” w Alexandrii, USA. Po śmierci Cammacka w 2013 roku cała kolekcja przekazana dla muzeum AACA w Hershey w stanie Pensylwania. |                                          |                                                                                              |                                                                               |                                                                |
| 1002            | Kalifornia, USA | Prywatny właściciel                      | Franklin O-335                                                                               | Tucker Y-1                                                                    | Waltz Blue/200                                                 |
| 1002            | Błotniki zamieniono z numerem 1003, aby umożliwić demontaż tylnych kół. |                                          |                                                                                              |                                                                               |                                                                |
| 1003            | Kalifornia, USA | Prywatny właściciel                      | Franklin O-335                                                                               | Tucker Y-1                                                                    | Maroon/600                                                     |
| 1004            | Nagakute, Japonia | Toyota Automobile Museum                 | Franklin O-335                                                                               | Tucker Y-1                                                                    | Grey(Silver)/500                                               |
| 1004            | Oryginalny kolor to Grey(Silver)/500 Przemalowany na Maroon/600 podczas prac renowacyjnych w 1978 r. |                                          |                                                                                              |                                                                               |                                                                |
| 1005            | Tallahassee, USA | Tallahassee Automobile Museum            | Franklin O-335                                                                               | Tucker Y-1                                                                    | Waltz Blue/200                                                 |
| 1006            | Kalifornia, USA | Prywatny właściciel                      | Franklin O-335                                                                               | Tucker Y-1                                                                    | Green/300                                                      |
| 1007            | Tacoma, USA | LeMay Family Collection                  | Franklin O-335                                                                               | Tucker Y-1                                                                    | Oryginalnie Green/300 Przemalowany na niebieski.               |
| 1007            | Tucker 1007 opuścił fabrykę w kolorze Green/ 300 z kolorem wnętrza Green/900. Istnieje tylko osiem samochodów w tym kolorze, z czego tylko 5 opuściło fabrykę w tym kolorze. W 1960 przemalowany na jasno czerwony, następnie na czarno, Ostatecznie otrzymał jasny niebieski kolor na początku 1990 roku.                                                                  |                                          |                                                                                              |                                                                               |                                                                |
| 1008            | Chicago, USA | Chicago Vintage Motor Carriage           | Franklin O-335                                                                               | Tucker Y-1                                                                    | Beige/400                                                      |
| 1008            | Oryginalny kolor Beige/400 obecnie Maroon/600. |                                          |                                                                                              |                                                                               |                                                                |
| 1009            | Kalifornia, USA | LucasFilms, LTD                          | Franklin O-335                                                                               | Tucker Y-1                                                                    | Grey(Silver)/500                                               |
| 1010            | Waszyngton, USA | Prywatny właściciel                      | Franklin O-335                                                                               | Tucker Y-1                                                                    | Waltz Blue/200                                                 |
| 1010            | Samochód 50 lat przeleżał w stodole w mieście Tacoma, USA, W 2011 r. sprzedany na aukcji za kwotę 750 000 dolarów. Samochód był w złym stanie, wymagał gruntownej renowacji. |                                          |                                                                                              |                                                                               |                                                                |
| 1011            | Montana, USA | Prywatny właściciel                      | Franklin O-335                                                                               | Tucker Y-1                                                                    | Beige/400                                                      |
| 1012            | LaPorte, USA | Prywatny właściciel                      | Franklin O-335                                                                               | Tucker Y-1                                                                    | Maroon/600                                                     |
| 1013            | Huntingdon, USA | Swigart Antique Auto Museum              | Franklin O-335                                                                               | Tucker Y-1                                                                    | Waltz Blue/200                                                 |
| 1014            | San Francisco, USA | Prywatny właściciel/Francis Ford Coppola | Franklin O-335                                                                               | Tucker Y-1                                                                    | Waltz Blue/200                                                 |
| 1015            | St. Clair Shores, USA | The Stahls Collection                    | Franklin O-335                                                                               | Cord 810/812                                                                  | Green/300                                                      |
| 1016            | Dearborn, USA | The Henry Ford                           | Franklin O-335                                                                               | Tucker Y-1                                                                    | Black/100                                                      |
| 1017            | Colorado, USA | Prywatny właściciel                      | Franklin O-335                                                                               | Tucker Y-1                                                                    | Green/300                                                      |
| 1018            | Grand Rapids, USA | Niekompletny/ Prywatny właściciel        | Franklin O-335                                                                               | Tucker Y-1                                                                    | Beige/400                                                      |
| 1018            | Części pojazdu posłużyły do renowacji samochodu numer 1052. |                                          |                                                                                              |                                                                               |                                                                |
| 1019            | Kalifornia, USA | Prywatny właściciel                      | Franklin O-335                                                                               | Tucker Y-1                                                                    | Grey/500                                                       |
| 1019            | Przemalowany na jasnoniebiesko w 1959, krótko po zakupie samochodu. Kilka lat później przemalowany amatorsko na kolor podobny do Waltz Blue. |                                          |                                                                                              |                                                                               |                                                                |
| 1020            | Japonia | Hani Corporation                         | Franklin O-335                                                                               | Tucker Y-1                                                                    | Maroon/600                                                     |
| 1021            | Kalifornia, USA | Prywatny właściciel                      | Franklin O-335                                                                               | Tucker Y-1                                                                    | Black/100                                                      |
| 1022            | Hershey, USA | AACA Museum                              | Franklin O-335                                                                               | Tucker Y-1                                                                    | Grey(Silver)/500                                               |
| 1022            | Poprzedni właściciel David Cammack samochód był częścią „Tucker Collection” w Alexandrii, USA. Po śmierci Cammacka w 2013 roku cała kolekcja przekazana dla muzeum AACA w Hershey w stanie Pensylwania. |                                          |                                                                                              |                                                                               |                                                                |
| 1023            | Floryda, USA | Zniszczony w pożarze.                    |                                                                                              | Tucker Y-1                                                                    | Maroon/600                                                     |
| 1024            | Lincoln, USA | Museum of American Speed                 | Franklin O-335                                                                               | Tucker Y-1                                                                    | Waltz Blue/200                                                 |
| 1025            | Frankfort, USA | The Goodwin Collection                   | Franklin O-335                                                                               | Cord 810/812                                                                  | Green/300                                                      |
| 1026            | Hershey, USA | AACA Museum                              | Franklin O-335                                                                               | Tuckermatic R-1-2                                                             | Maroon/600, przemalowany na brązowo podczas prac renowacyjnych |
| 1027            | Roscoe, USA | Historic Auto Attractions                | Franklin O-335                                                                               | Unknown                                                                       | Waltz Blue/200                                                 |
| 1027            | Niekompletny |                                          |                                                                                              |                                                                               |                                                                |
| 1028            | Tupelo, USA | Tupelo Automobile Museum                 | Franklin O-335                                                                               | Cord 810/812                                                                  | Beige/400                                                      |
| 1029            | California | Prywatny właściciel                      | Franklin O-335                                                                               | Tucker Y-1                                                                    | Grey(Silver)/500                                               |
| 1029            | Prywatny samochód Prestona Tuckera, którym jeździł siedem lat, sprzedany Winthropowi Rockefellerowi. |                                          |                                                                                              |                                                                               |                                                                |
| 1030            | Los Angeles, USA | Petersen Automotive Museum               | Franklin O-335                                                                               | Tucker Y-1                                                                    | Black/100                                                      |
| 1031            | Los Angeles, USA | Breslow Collection                       | Franklin O-335                                                                               | Tucker Y-1                                                                    | Waltz Blue/200                                                 |
| 1032            | Reno, USA | National Automobile Museum               | Franklin O-335                                                                               | Cord 810/812                                                                  | Grey(Silver)/500                                               |
| 1033            | Maine, USA | Prywatny właściciel                      | Franklin O-335                                                                               | Tucker Y-1                                                                    | Maroon/600                                                     |
| 1034            | Tucker, USA | The Cofer Collection                     | Franklin O-335                                                                               | Tucker Y-1                                                                    | Waltz Blue/200                                                 |
| 1035            | Caçapava, Brazylia | Prywatny właściciel/Miasto Caçapava      | Franklin O-335. Car now has a Cadillac drivetrain                                            | Unknown                                                                       | Maroon/600                                                     |
| 1035            | Samochód eksportowany został do Brazylii w roku 1950, gdzie znajdował się w prywatnej kolekcji. Po śmierci właściciela w 1975 roku, kolekcja została podzielona pomiędzy członkami rodziny. Samochód zaginął, a po wielu latach został przekazany lokalnemu muzeum w Cacapava.                                                                                              |                                          |                                                                                              |                                                                               |                                                                |
| 1036            | Nevada, USA | Prywatny właściciel                      | Franklin O-335                                                                               | Tucker Y-1                                                                    | Maroon/600                                                     |
| 1036            | Sprzedany na aukcji RM Sotheby’s w Monterey 15 sierpnia 2014 za kwotę 1567500 dolarów. |                                          |                                                                                              |                                                                               |                                                                |
| 1037            | Geyserville, USA | Prywatny właściciel/Francis Ford Coppola | Franklin O-335                                                                               | Tucker Y-1                                                                    | Maroon/200                                                     |
| 1038            | Unknown | Prywatny właściciel                      | Franklin O-335                                                                               | Cord 810/812                                                                  | Green/300                                                      |
| 1038            | Samochód był przez pewien czas własnością Bernarda Gliebermana, który był właścicielem drużyny Shreveport Pirates. Problemy finansowe sprawiły, że chciano odebrać pojazd na rzecz spłaty długów. Prawnik Gliebermana próbował wykraść samochód, aby ukryć go przed wierzycielami. Ostatecznie pozwolono Glibermanowi na zatrzymanie pojazdu. Samochód sprzedano na aukcji. |                                          |                                                                                              |                                                                               |                                                                |
| 1039            | Washington, DC, USA | Instytut Smithsonian                     | Franklin O-335                                                                               | Tucker Y-1                                                                    | Grey(Silver)/500                                               |
| 1039            | Przez lata ukryty w magazynach Smithsonian. Publicznie pokazany w Museum of American History w 2011. |                                          |                                                                                              |                                                                               |                                                                |
| 1040            | Sylmar, USA | The Nethercutt Museum                    | Franklin O-335                                                                               | Tucker Y-1                                                                    | Beige/400                                                      |
| 1041            | Kalifornia, USA | Prywatny właściciel                      | Franklin O-335                                                                               | Cord 810/812                                                                  | Black/100                                                      |
| 1042            | Memphis, USA (ostatnio widziany) | Porzucony/zniszczony                     | Franklin O-335                                                                               | Tuckermatic R-1-2                                                             | Maroon/600                                                     |
| 1043            | Arizona, USA | Prywatny właściciel                      | Franklin O-335                                                                               | Nieznane                                                                      | Waltz Blue/200                                                 |
| 1043            | Sprzedany na aukcji w Scottsdale, 21 stycznia 2012 za 2915000 dolarów. |                                          |                                                                                              |                                                                               |                                                                |
| 1044            | Roslyn w stanie Nowy York, USA | Prywatny właściciel/Howard Kroplick      | Franklin O-335                                                                               | Cord 810/812                                                                  | Andante Green/300, obecnie brązowy                             |
| 1044            | Sprzedany na aukcji RM Sotheby’s Auction w 19 stycznia 2017 za 1347500 dolarów Howardowi Kroplick. |                                          |                                                                                              |                                                                               |                                                                |
| 1045            | Melbourne, Australia | Prywatny właściciel                      | Franklin O-335                                                                               | Tucker Y-1                                                                    | Grey(Silver)/500                                               |
| 1045            | Sprzedany RM Auctions Sports & Classics w Monterey 13 sierpnia 2010 za 1127500 dolarów. |                                          |                                                                                              |                                                                               |                                                                |
| 1046            | Kalifornia, USA | Prywatny właściciel                      | Franklin O-335 (original) / Oldsmobile Rocket 88 / Mercury 390CID                            | Cord 810/812                                                                  | Maroon/600                                                     |
| 1047            | Hickory Corners, USA | Gilmore Car Museum                       | Franklin O-335                                                                               | Cord 810/812                                                                  | Waltz Blue/200                                                 |
| 1048            | Hartford, Wisconsin, USA | Prywatny właściciel                      | Franklin O-335                                                                               | Oryginalnie skrzynia Borg-Warner. Sprzedany na aukcji bez skrzyni biegów.     | Green/300                                                      |
| 1049            | Kalifornia, USA | Prywatny właściciel                      | Franklin O-335                                                                               | Tucker Y-1                                                                    | Waltz Blue/200                                                 |
| 1049            | Sprzedany na aukcji RM Sotheby’s Auction w Monaco 14 maja 2016 za 1344000 Euro. |                                          |                                                                                              |                                                                               |                                                                |
| 1050            | San Marcos, USA | Dick’s Classic Garage                    | Franklin O-335                                                                               | Cord 810/812                                                                  | Maroon/600                                                     |
| 1050            | Najmniejszy znany przebieg wynoszący 0,4 mili. |                                          |                                                                                              |                                                                               |                                                                |

### Po zamknięciu fabryki
| Numer | Lokalizacja | Właściciel          | Silnik         | Skrzynia biegów | Kolor/Kod koloru |
| ----- | --- | ------------------- | -------------- | --------------- | ---------------- |
| 1051  | Butler, New Jersey, USA | Prywatny właściciel | Franklin O-335 | Nieznana        | dark red         |
| 1051  | Tucker 1051 nie został zmontowany w fabryce, więc technicznie nie jest zaliczany do produkcji. Został zakupiony niekompletny i odbudowany w 1980 roku przy użyciu nieoryginalnych części. Podwozie numeru 1051 pochodzi z 1054. |                     |                |                 |                  |
| 1052  | Aurora, Indiana, USA | Prywatny właściciel | Franklin O-335 | Tucker Y-1      | dark red         |
| 1052  | Tucker 1052 nie został zmontowany w fabryce, więc technicznie nie jest zaliczany do produkcji. Do renowacji posłużyły części z numeru 1018.                                                                                     |                     |                |                 |                  |
| 1053  | Nieznana | Nieznany            | Nieznany       | Nieznana        | Nieznany         |
| 1054  | Nieznana | Nieznany            | Nieznany       | Nieznana        | Nieznany         |
| 1054  | Podwozie użyte do odbudowy numeru 1051 |                     |                |                 |                  |
| 1055  | Nieznana | Nieznany            | Nieznany       | Nieznana        | Nieznany         |
| 1056  | Nieznana | Nieznany            | Nieznany       | Nieznana        | Nieznany         |
| 1057  | Nieznana | Prywatny właściciel | Franklin O-335 | Cord 610/812    | Waltz Blue/200   |
| 1058  | Nieznana | Nieznany            | Nieznany       | Nieznana        | Nieznany         |

## Tucker 48 w kulturze
Film Tucker: Konstruktor marzeń z 1988 roku opowiada o problemach na jakie natknęli się konstruktorzy i przeciwnościach z jakimi musieli się zmierzyć. Reżyser filmu Francis Ford Coppola jest właścicielem dwóch egzemplarzy Tuckera 48, o numerach nadwozia 1014 i 1037. Początkowa, sugerowana cena samochodu wynosić miała 1000 dolarów, ale rzeczywista cena szybko urosła do 4000 dolarów.
Samochód powszechnie określany jest jako „Tucker Torpedo”. Jednakże nazwa ta nigdy nie była używana w połączeniu z rzeczywistym modelem produkcyjnym ze względu na żywe jeszcze wspomnienia związane z wojną II Wojną Światową. Oficjalna nazwa pojazdu to „Tucker 48".